# Richard Hammond
Richard Mark Hammond (Solihull, 19 december 1969) is een Engelse televisiepresentator. Hij is bekend van vele televisieprogramma's, waaronder de autoprogramma's Top Gear en The Grand Tour en het populair-wetenschappelijk programma Brainiac: Science Abuse. Ook schrijft hij elke vrijdag een column in de krant Daily Mirror.
Hammond bracht zijn vroege jeugd door in de West Midlands.
Sinds 2002 is hij getrouwd. Hammond en zijn vrouw Amanda "Mindy" Hammond (née Etheridge, geboren 6 juli 1965) wonen met hun twee dochters Isabella en Willow in de buurt van Cheltenham. In 2025 is hij gescheiden van zijn vrouw.
Aan het wagenpark van de familie is wel te zien hoe gek Hammond op auto's is: hij bezit twee Land Rovers, twee Porsches 911, een Porsche 928, een Ford Mustang GT 390 (1968), een Morgan Aeromax, een Morgan Roadster met een V6-motor en ook een aantal zelfgebouwde kitcars. Daarnaast heeft hij nog twee motorfietsen: een Suzuki GSX-R1000 en een BMW 1150 GS. In juli 2005 werd hij uitgeroepen tot 'meest begeerde prettig gestoorde celebrity', na een enquête van Heat Magazine. Eveneens stond hij in 2005 op nummer 1 in de Top 10 van Britse televisietalenten.
In 2006 stopte Hammond als presentator van Brainiac, omdat hij een exclusief contract had bij de BBC. Hij heeft ook het BBC-spelprogramma Wipeout gepresenteerd, zes series vanaf 2009.

## Ongeluk
Op 21 september 2006 raakte Hammond ernstig gewond tijdens een proefrit met een raket-auto. Top Gear was opnamen aan het maken op de RAF-basis van York. Hij deed dat met een zogenaamde "vampire"-dragster, een door een Rolls-Royce Orpheus turbojet-motor aangedreven voertuig. Aanvankelijk werd bekendgemaakt dat hij in kritieke toestand verkeerde. Zo had hij volgens een arts ernstig hersenletsel opgelopen. Later bleek dat het ongeluk wel ernstig was maar bleek Hammond goed te reageren op de behandeling. Aanvankelijk zou James May met de auto rijden. De oorzaak van het ongeluk bleek na het bekijken van de videobeelden te liggen in het klappen van de rechtervoorband; de auto ging daardoor meerdere malen over de kop. Begin oktober werd weer begonnen met de opnamen voor het nieuwe seizoen van Top Gear. Drie maanden later was hij volledig genezen. Op 28 januari 2007 was Hammond weer te zien in de eerste aflevering van het nieuwe seizoen van Top Gear. De opname van het ongeluk was daarbij te zien. Hammond zei zelf dat hij "niet kon wachten" tot hij de opname kon zien.
Hammond zou geen blijvend letsel hebben overgehouden aan het ongeluk.
In de eerste aflevering van Top Gear seizoen 9, waarin hij de beelden samen met zijn collega's terugzag, beweerde hij volledig hersteld te zijn. Hij kon zelfs verschillende grapjes incasseren en maken over zijn bijna fatale auto-ongeluk. Later bleek dat, zoals hij verklaarde in een interview bij Jonathan Ross in september 2007, toch niet helemaal waar te zijn. Zo kon hij zich niets herinneren van een eerder interview (22 december 2006) bij Ross. Daarnaast heeft hij een aantal weken in coma gelegen en mist hij hele stukken uit zijn geheugen. Hij gaf ook toe dat het misschien niet zo slim was om na vier maanden alweer aan het werk te gaan.

## Televisieprogramma's
- Top Gear (2002-2015)
- Brainiac: Science Abuse (2003-2006)
- Time Commanders (2003)
- Crufts (2004)
- Should I Worry About...? (2004)
- The Gunpowder Plot: Exploding The Legend (2005)
- Inside Britain's Fattest Man (2005)
- Richard Hammond's 5 O'Clock Show (2006)
- Petrolheads (2006)
- School's Out (as a contestant, 2006)
- Richard Hammond's Would you believe it? (2006)
- Richard Hammond and The Holy Grail (2006)
- Richard Hammond's Engineering Connections (2008)
- Total Wipeout (2009)
- Richard Hammond's Blast Lab (2009)
- Science of Stupid (2014-2015)
- Richard Hammond's Wildest Weather (2015)
- The Grand Tour (2016-2024)
- Richards Hammond’s BIG (2019-heden)
- The Great Escapist (2021)
- The smallest cog (2023-heden)